# Massengräber in Kostanjevica na Krki
Auf dem Gebiet der Gemeinde Kostanjevica na Krki wurden zwei Massengräber aus der Zeit des Zweiten Weltkriegs gefunden.
Die Stätten im Krakov-Wald bestehen aus 10 großen Hügeln und enthalten die Überreste einer unbestimmten Anzahl kroatischer Kriegsgefangener, Zivilisten und möglicherweise auch deutscher Soldaten. 
Die beiden Stätten wurden um den 15. Mai 1945 geschaffen, als Partisanentruppen etwa 4.000 kroatische Soldaten und Zivilisten in Dobruška Vas auf der Flucht nach Österreich festnahmen. Sie wurden am linken Ufer des Flusses Krka festgehalten und im Laufe weniger Tage im Wald getötet; Augenzeugen gaben an, dass zu den Opfern auch Kinder, Frauen und ältere Personen gehörten.

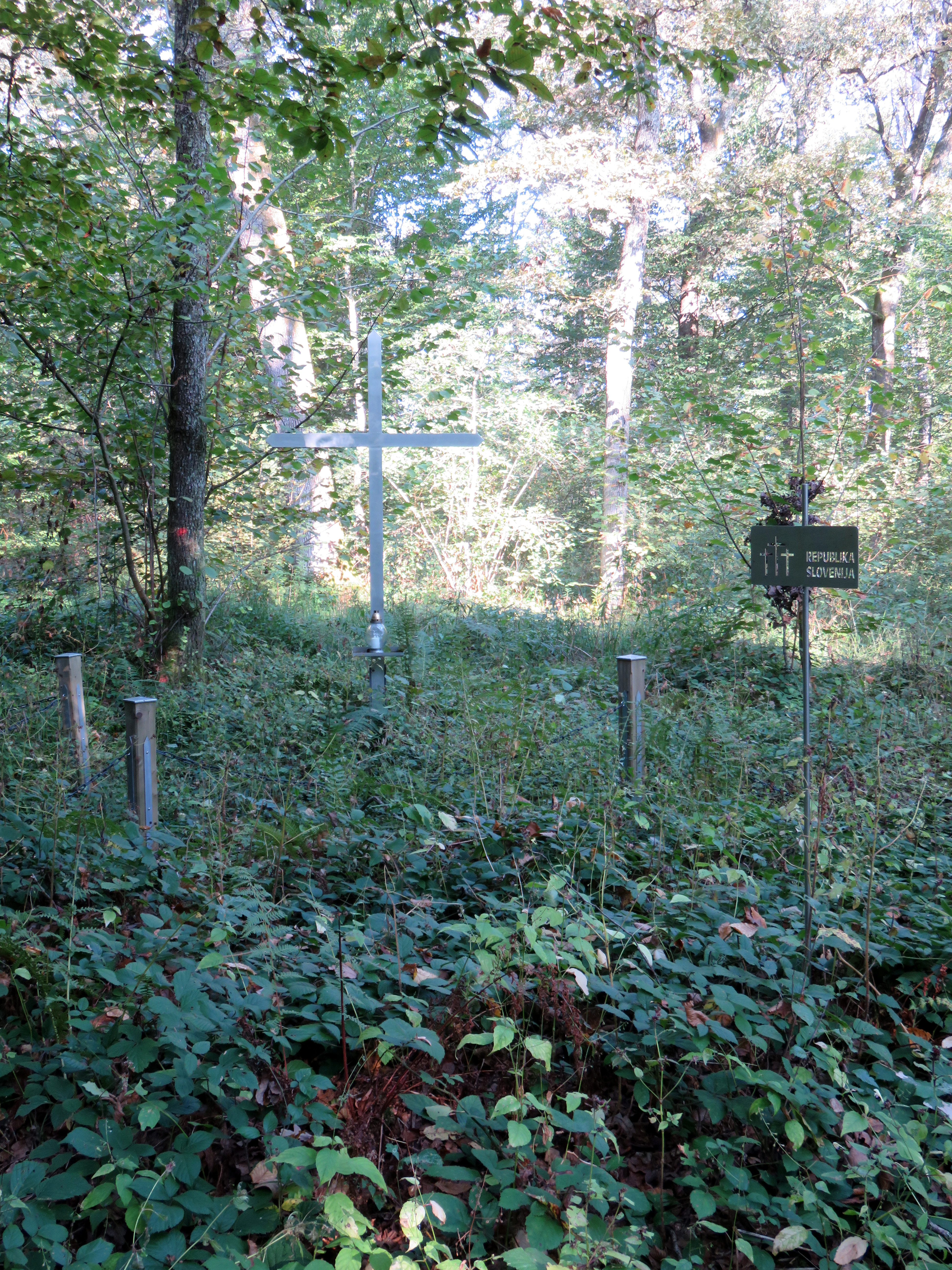
Massengrab in Kostanjevica na Krki

## Kostanjevica na Krki

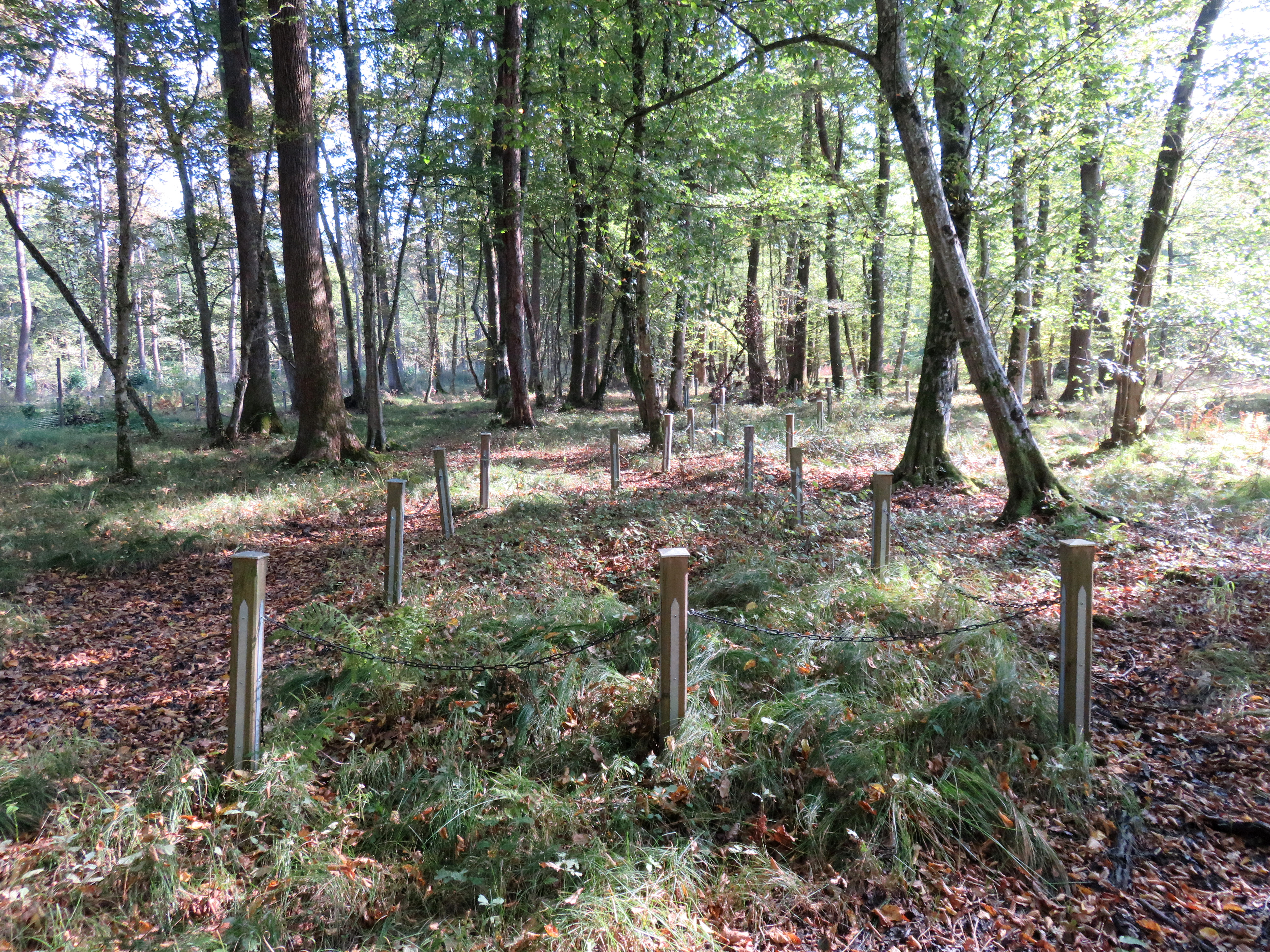
Massengrab in Sajevce

- Das Massengrab Krakov-Wald 2 (Grobišče Krakovski gozd 2) liegt etwa 800 Meter nordöstlich der Nordbrücke über den Fluss Krka in Kostanjevica na Krki und etwa 200 Meter von der Brücke über den Sajevec-Bach entfernt. Die Stätte ist durch einen großen Hügel mit einem Kreuz daneben markiert.[2]

## Sajevce
Das Massengrab Krakov-Wald 1 wurde zeitgleich mit dem Massengrab Krakov-Wald 2 (Grobišče Krakovski gozd 2) angelegt.